# Tora (Éthiopie)
Pour les articles homonymes, voir Tora.
Tora (aussi T'ora ou T'Ora) est une ville et un woreda du centre-sud de l'Éthiopie située dans la zone Silt'e. Ancien chef-lieu de Lanfro, elle a 9 167 habitants en 2007 et acquiert elle-même le statut de woreda au début des années 2020.
Tora se trouve à près de 2 000 m d'altitude, une trentaine de kilomètres à vol d'oiseau à l'est de Worabe et environ 40 km par la route.
Le recensement national de 2007 y fait état de 9 167 habitants, ce qui en fait à l'époque la principale agglomération du woreda Lanfro.
Elle se détache de Lanfro au début des années 2020 pour former un district urbain de 25 km2 de superficie enclavé dans Lanfro à l'exception de sa limite nord qui est au contact du woreda Silt'e.
Comme toute la zone Silt'e, Tora passe de la région des nations, nationalités et peuples du Sud à la région Éthiopie du Centre en août 2023.